# Zürich-West

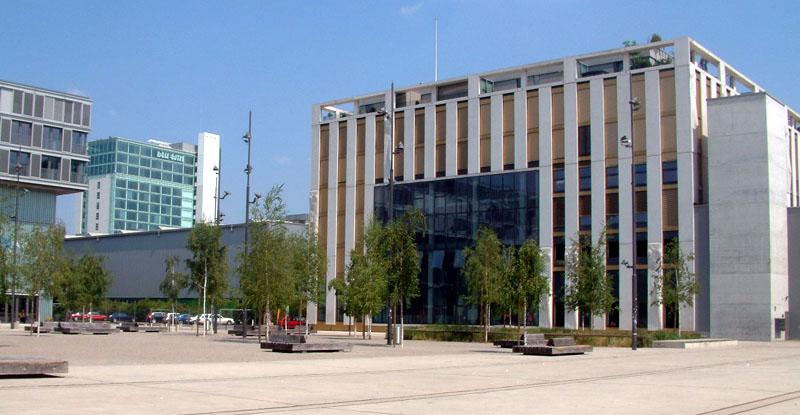
Bürogebäude und Schiffbau am Turbinenplatz

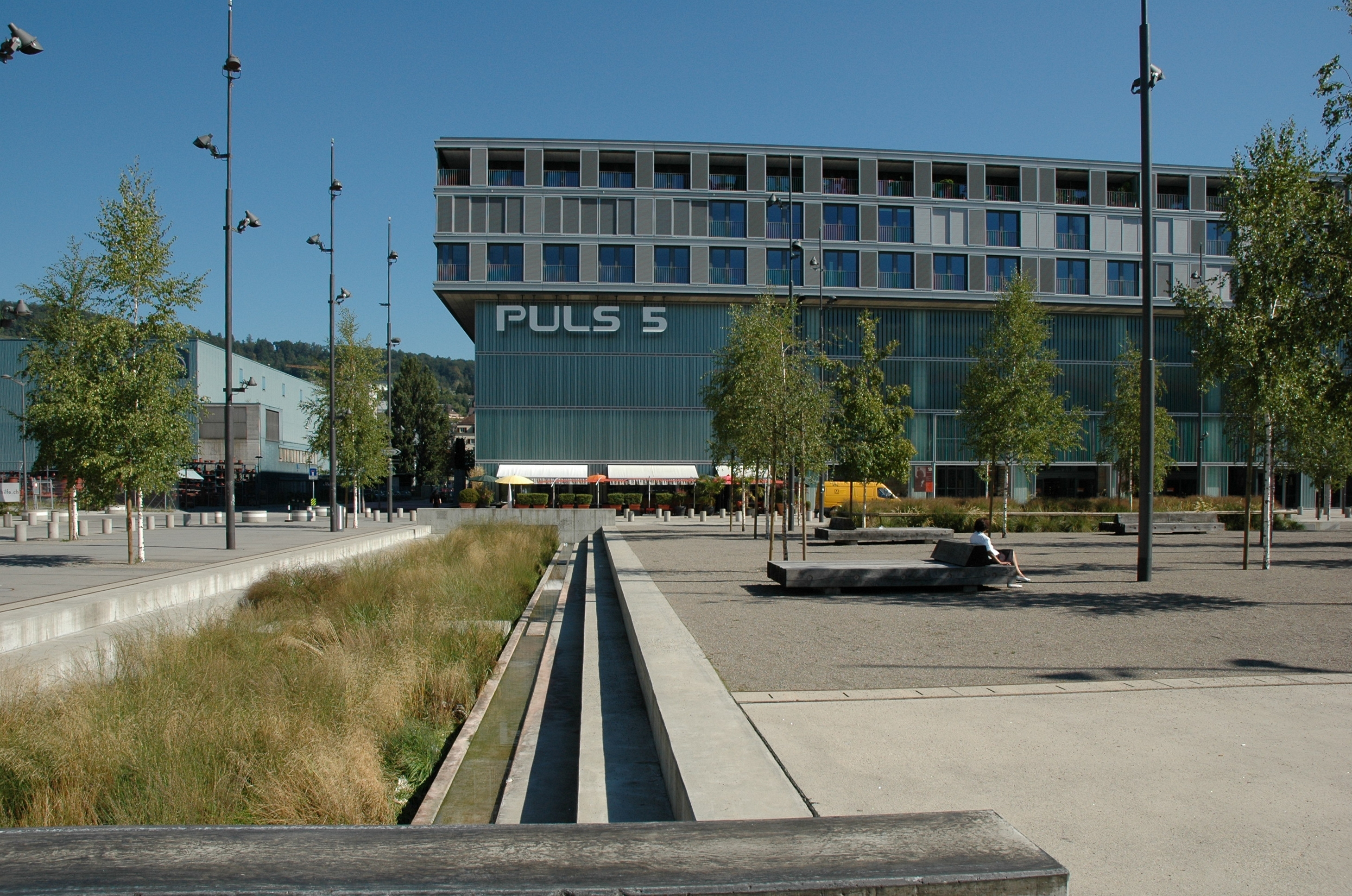
Puls 5

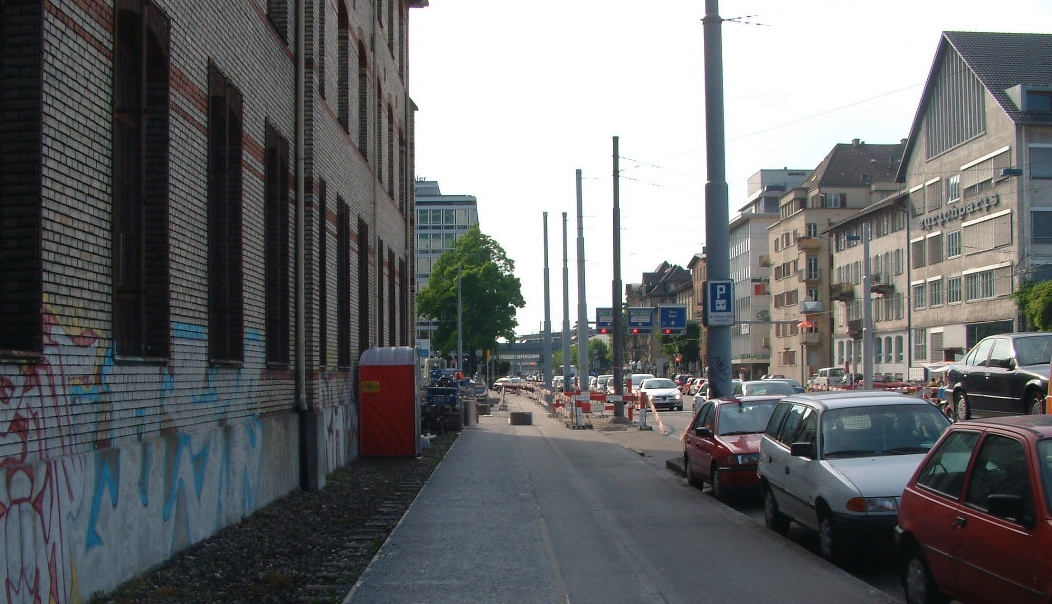
Hardturmstrasse beim Escher-Wyss-Platz

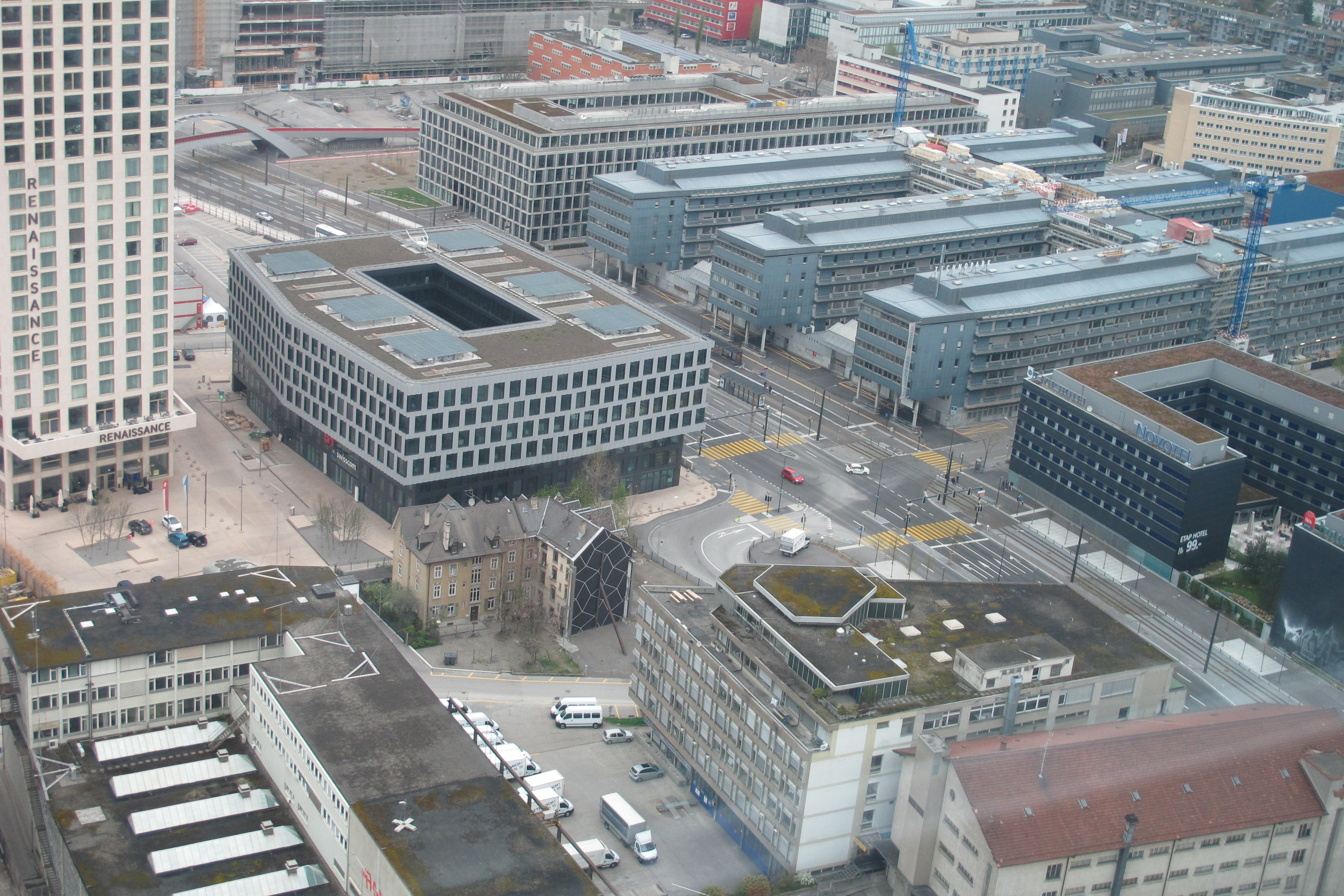
Nagelhaus an der Turbinenstrasse mit dem Netzwerk des Künstlers Pierre Haubensak

Zürich-West ist die amtliche Bezeichnung des Stadtentwicklungsgebiets im Westen des Stadtzentrums von Zürich, in welchem die einstigen Werkareale des Industrie- und Escher Wyss Quartiers eine schrittweise Umnutzung erfahren. Zürich-West liegt im Kreis 5, westlich des Aussersihler Viaduktes, und erstreckt sich – zwischen der Limmat und dem vom Hauptbahnhof wegführenden Gleisfeld – bis zur Aargauerstrasse. Umgangssprachlich wird insbesondere die nähere Umgebung entlang der Hardbrücke so bezeichnet.

## Transformation des Stadtteils
Zürich-West bot nach dem Wegzug der verarbeitenden Industrie neben Oerlikon die grössten Entwicklungsmöglichkeiten innerhalb der Stadt. Zahlreiche Überbauungen und Neubauten wurden ab den 1990er-Jahren fertiggestellt, viele der verfügbaren Areale in den 2010er-Jahren abgeschlossen. Einige der imposanten alten Backsteingebäude und Fabrikhallen – teils mit Ursprüngen bis ins Ende des 19. Jahrhunderts – wurden in neue Projekte miteinbezogen. Dies geschah beispielsweise beim Umbau der Schiffbauhalle in ein multifunktionales Gebäude mit mehreren Theaterbühnen des Schauspielhauses Zürich, dem renommierten Jazz- und Musikclub Moods, Gastronomiebetrieben und Wohnungen. Auch das Einkaufszentrum Puls 5 hat die alte Stahlkonstruktion in der Haupthalle beibehalten, wodurch ein industrieller Flair erzeugt wird.

## Projektgebiete in Zürich-West
(Jahreszahlen: Baubeginn und -ende gemäss Planung)
- Gerold-Areal, kein Projekt aktuell[2]
- Hardturm-Areal, Stadionneubau (noch offen) und Geschäftshäuser (2017 fertiggestellt)
- Tramdepot Hard, Projekt wurde sistiert[3]
- Schütze-Areal (inklusive Park), 2016–2020[4]

## Bereits fertiggestellte Bauten
- Viadukt, Einbauten in den Bögen und Markthalle, 2008–2010
- Bluewin-Tower (Geschäftshaus), auch bekannt als Mobimo-Hochhaus, Escher-Wyss-Areal, 1972, Umbau 1999–2001
- Abaton, ehemals Cinemax (Kino, Wohn- und Geschäftshaus), Steinfels-Areal, 1993–1996, Erweiterung 2002–2003
- Com.West (Geschäftshaus) 2000–2002
- Coop-Areal, CityWest und Scala-Tower, Hotel, Geschäfts- und Wohnräume, 2009–2015
- Escher-Wyss-Areal, Escher-Terrassen, 2009–2014
- Geschäftshaus Förrlibuckstrasse 181 (Geschäftshaus), 2001–2002
- Hotels Novotel, Ibis und Etap (Hotels), Escher-Wyss-Areal, 1999–2000
- KraftWerk1 (Wohn- und Geschäftshaus), 1999–2001
- Kulturpark, Quartierzentrum und Kultur, 2012–2016
- Löwenbräuareal (ehem. Brauerei), Kunstgalerien, Geschäfts- und Wohnräume, 2009–2013
- Limmatwest I + II (Wohnungen, Geschäfte), 1999–2002
- Maag-Areal, Prime Tower, Geschäftshochhaus, bis 2015 höchstes Hochhaus der Schweiz, 2008–2011
- Puls 5 (Einkaufszentrum, Geschäftshaus), Escher-Wyss-Areal, 1893 (Giesserhalle), 2001–2004
- Wohnhaus Heinrich, Bürohaus Josef, Müller-Martini-Areal, 2004–2006
- Schiffbau (Theater, Gastronomie und Jazzclub Moods), Escher-Wyss-Areal, 1892, Umbau 1996–2000
- SIX Swiss Exchange und SIX Group, «Hard Turm Park», Pfingstweidstrasse, 2017
- Technopark (Geschäftshaus), Escher-Wyss-Areal, 1989–1993
- Toni-Areal (ehem. Molkerei), Hochschulen der Künste (ZHdK) und angewandten Wissenschaften (ZHAW), 2009–2012
- Turbinenplatz, Escher-Wyss-Areal, 2002–2003
- Westcube (Büro- und Gewerberäume), 1965 (Eichhof-Bierdepot), Umbau 2002–2003
- Westpark (Geschäftshaus), Escher-Wyss-Areal, 2001–2002
- West-Side (Wohn- und Geschäftshaus), Steinfels-Areal, 2000–2002
- Zürcher Kantonalbank (Wohn- und Geschäftshaus), Steinfels-Areal, 2002–2004

## Verkehrserschliessung
Mit dem Tram Zürich West (TZW), so der offizielle Titel für die Tramneubaustrecke der Verkehrsbetriebe Zürich (VBZ) im Zürcher Quartier Escher Wyss, sollte der boomende Stadtteil Zürich West besser erschlossen werden. Die Eröffnung erfolgte im Dezember 2011. Seit Dezember 2017 ist die Tramlinie 8 über die Hardbrücke an die Strecke «Tram Zürich West» angeschlossen. Gleichzeitig wurde die Pfingstweidstrasse neugestaltet, eine Nationalstrasse der Klasse 3E (städtische Expressstrasse), die den Autobahnast A1H in die Innenstadt verlängert. Aufgrund der Klassifikation der Strasse als Haupteinfallachse und Hauptausfallachse im Nationalstrassennetz waren am Projekt neben weiteren städtischen Dienstabteilungen auch der Kanton Zürich und der Bund beteiligt.

## Ehemalige und derzeitige Industriebetriebe in Zürich-West
- Escher Wyss AG. 1889 kaufte das Unternehmen in der unteren Hard ein Grundstück von 153'800 m², auf der zwischen 1891 und 1894 die damals grösste Industrieanlage im Kanton Zürich entstand. Die Maschinenfabrik allein nahm eine Fläche von 15'000 m² ein. Daneben standen eine Kesselschmiede (Schiffbauhalle), die 6350 m² grosse Giesserei-Halle sowie weitere Anlagen. Escher Wyss wurde 1935 liquidiert, bis 1937 vom Kanton Zürich weiterbetrieben, ging 1937 an Jacob Schmidheiny und wurde 1966 vom Sulzer-Konzern übernommen. Nach 1999 wurde das Betriebsareal stückweise verkauft, Teile der ehemaligen Escher Wyss werden immer noch auf dem Areal betrieben.[5]
- Friedrich Steinfels AG. Das Unternehmen wurde 1830 als Seifensiederei von Rudolf Friedrich Steinfels (1808–1872) am Hirschengraben gegründet. 1895–1897 wurden auf 30'000 m² in der unteren Hard neue Fabrikationsanlagen erstellt. Man stellte bekannte Produkte wie «Maga», «Niaxa» und «Dish-Lav» her. Unter Eric Steinfels wurde die Produktion in den 1990er-Jahren nach Wetzikon verlagert, schliesslich die Seifenproduktion an Henkel verkauft. Heute existiert das Unternehmen noch als Liegenschaftenverwalter.[6]
- Löwenbräu Zürich AG. 1897 errichtete die Aktiengesellschaft der Brauereien Wald und Feldbach die Brauerei an der Limmatstrasse, damals der modernste Betrieb der Schweiz mit einem Ausstoss von 60'000 hl. 1898 wurde die Brauerei in «Aktienbrauerei Zürich» umbenannt, später in Löwenbräu Zürich AG. 1984 wurde sie durch die Brauerei Hürlimann übernommen und stillgelegt, 2001 liquidiert.[7]
- Daverio AG. Das Unternehmen wurde 1876 als Daverio-Henrici & Cie. gegründet und beschäftigte sich mit dem Bau von Mühlen, Förderanlagen, Posttechnik und mit der Drucknachbearbeitung sowie Logistik-Systemen. 1988 wurde sie von Müller Martini übernommen und als «Müller Martini Logistik-Systeme AG» bis 2000/2001 geführt, dann stillgelegt.[8]
- Kehrichtheizkraftwerk Josefstrasse von Entsorgung + Recycling Zürich (ERZ)
- Maag Zahnräder AG. 1913 kaufte Max Maag die Gebäude der liquidierten Automobilfabrik «Safir». 1968 wurde das Industrieareal zuletzt erweitert und modernisiert. Maag war zeitweise weltweit führend in der Herstellung von Getrieben für Gasturbinen und Kompressoren, für Schiffe sowie für Zementfabriken.[9] Noch in den 1980er-Jahren beschäftigte Maag über 1200 Mitarbeiter. 1990 wurde das Unternehmen zerschlagen, der industrielle Teil ging an ausländische Unternehmen, die Rumpfgesellschaft wurde in Maag Holding AG umbenannt und war nur mehr im Immobilienbereich tätig. 2004 verliess die Maag Gear als letzter Industrieproduzent das ehemalige Areal der Maag Zahnräder AG.[10]
- Otto Fischer AG
- Schoeller Hardturm AG (bis 1988). 1882 als Schoeller & Co. von Caesar Schoeller gegründete Färberei. Tochterunternehmen von Schoeller Switzerland, das von Caesars Sohn Walter Schoeller als Ganzes zu Albers & Co überführt wurde. Das Fabrikareal umfasst den Hardturm mit dem «Hardturmgut».[11]
- Stadtmühle. 1873 kaufte die Stadt Zürich das Areal der ehemaligen Esslingerschen Kattundruckerei auf und vermietete die Mühle an die Familie Maggi. Eugen Maggi übernahm den Zürcher Betrieb und errichtete eine repräsentative Grossmühle am Sihlquai; heute Swissmill.
- Toni AG. Ehemals Milchverarbeitungsbetrieb, 1998 in Swiss Dairy Food AG umbenannt, ging 2002 in Konkurs, der Verarbeitungsbetrieb in Zürich wurde geschlossen.
- Zentralwäscherei Zürich (kantonaler Betrieb)
- Schweizerische Kohlensäurewerke. Die 1896 in Bern gegründeten Kohlesäurewerke eröffneten 1912 an der Hardturmstrasse eine Koksverbrennungsanlage, nachdem sie ihre Fabrik an der Stampfenbachstrasse für den Neubau des Kaspar-Escher-Hauses räumen mussten.
- Färberei Weidmann. 1885–1886 als «Seidenstückfärberei Zürich» von August Weidmann an der Limmatstrasse beim Escher-Wyss-Platz errichtet. 1893 durch eine Wollfärberei erweitert und umbenannt in «Weidmann, Schütze & Dittmar», später «Schütze & Co AG, Färberei, Bleicherei und Appretur, Zürich». Nach einer Volksabstimmung verkaufte die Färberei 1977 ihr Industrieareal an der Limmatstrasse an die Stadt Zürich für über 20 Mio. Fr. Die Fabrikanlagen wurden 1979 abgebrochen. Auf dem Areal befinden sich heute die Gebäude der Handelsschule KV Zürich.
- Welti-Furrer AG. Transporteur seit 1838[12] mit altem Betriebsgebäude und Parkhaus direkt im Herzen von Zürich West.